# Instituto de Ciencias Económico Administrativas (UAEH)
El Instituto de Ciencias Económico Administrativas (ICEA),  es un instituto de educación superior y uno de los seis institutos en los que se encuentra dividido la Universidad Autónoma del Estado de Hidalgo (UAEH). Se encuentra ubicado en la Concepción, San Juan Tilcuautla, municipio de San Agustín Tlaxiaca, Hidalgo, México.

## Historia
El 24 de febrero de 1961, la XLIII Legislatura del Congreso de Hidalgo, promulgó el decreto número 23, que creaba la Universidad Autónoma del Estado de Hidalgo (UAEH). La ceremonia de instauración se efectuó en el Salón de Actos Ingeniero Baltasar Muñoz Lumbier del Edificio Central, el 3 de marzo de 1961. La Escuela de Ingeniería Industrial se decreto, junto con la UAEH; e inicio sus actividades, el 22 de marzo de 1961.
El 7 de julio de 1964 se aprobó la creación de la Carrera de Comercio y Administración, con estudios a nivel medio superior terminal. El 19 de junio de 1960 se crea la Licenciatura de Contaduría Pública, la primera del instituto. El 4 de septiembre de 1969 se crea Licenciatura de Administración de Empresas. septiembre de 1974 cuando el Consejo Universitario aprobó la creación del Instituto de Ciencias Contable Administrativas (ICCA).
En 1976, se trasladan los programas educativos del ICCA del Edificio Central a la Ciudad del Conocimiento. El 8 de abril de 1994, se crea la Licenciatura en Economía. En 1994 con la creación de la licenciatura en Economía, se da origen al cambio de denominación del ICCA al Instituto de Ciencias Económico Administrativas (ICEA). El 24 de noviembre de 1995 se crea la Licenciatura en Comercio Exterior. El 27 de octubre de 2000, se crea la Licenciatura en Turismo. El 12 de diciembre de 2002, la Licenciatura en Mercadotecnia. El 13 de enero de 2005 la Licenciatura en Gastronomía.
El 2 de marzo de 2011, se inauguran de las nuevas instalaciones del ICEA en el denominado Campus La Concepción, trasladándose al mismo las Licenciaturas de Administración, Contaduría y Economía, que iniciaron actividades el 23 de enero de 2012. El 21 de febrero de 2013 es la inauguración del edificio de Comercio Exterior en la Concepción. El 10 de marzo de 2014 se entrega el edificio de Mercadotecnia. El 19 de marzo de 2015 se inauguran un edificio y los laboratorios de Gastronomía que albergarán a las Licenciaturas tanto de Gastronomía, así como Turismo.

## Oferta educativa

### Área Académica de Contaduría
- Licenciatura en Contaduría
- Maestría en Auditoría
- Maestría en Gestión Fiscal

### Área Académica de Administración
- Licenciatura en Administración
- Maestría en Administración
- Doctorado en Ciencias Económico Administrativas

### Área Académica de Economía
- Licenciatura en Economía
- Maestría en Estudios Económicos

### Área Académica de Comercio Exterior
- Licenciatura en Comercio exterior

### Área Académica de Turismo
- Licenciatura en Turismo
- Licenciatura en Gastronomía

### Área Académica de Mercadotecnia
- Licenciatura en Mercadotecnia

## Directores
- Laura Islas Márquez
- Roberto Estrada Bárcenas (2011-2017)
- Jesús Ibarra Zamudio (2017-2023)

## Infraestructura
El ICEA se ubica la Exhacienda de la Concepción, localidad de San Juan Tilcuautla, San Agustín Tlaxiaca, con una extensión 20 576.45 m².  Adicionalmente cuenta servicios académicos de biblioteca, centro de autoaprendizaje, y centro de cómputo.
Los edificios de Economía (Edificio A), Contaduría (Edificio B) y Administración (Edificio C); cuentan con capacidad de 15 aulas, 20 cubículos para investigadores, áreas especiales para tutorías, servicio social, salas de juntas y oficinas para la coordinación de las licenciaturas, cada uno. El edificio de Comercio Exterior (Edificio D), cuenta con 19 aulas, 17 cubículos para investigadores, 4 cubículos para tutorías y dos más para el área de trabajo social, cuenta además con una sala de videoconferencias, una salas de maestros y una oficina para la coordinación de la licenciatura.
El edificio de Mercadotecnia (Edificio E), cuenta con 16 aulas de, 17 cubículos para PTC’s, cuatro cubículos para tutorías y asesorías de alumnos, dos cubículos para el área de trabajo social, cámara Gesell, laboratorio de imagen, laboratorio de audio, laboratorio de video, área de gestión de la jefatura del área académica, área de la coordinación de carrera, sala de profesores y el aula audiovisual cuenta con 104 butacas, pantalla de TV y equipo de sonido. El edificio de Gastronomía y Turismo (Edificio F) consta entre otras áreas de 18 aulas de docencia, 11 cubículos para profesores , una sala de maestros, laboratorio de Agencia de Viajes, un laboratorio de hospedaje, laboratorios de Cocina, un área de la coordinación de la carrera y de la jefatura del área académica.